# Thesium bergeri
Thesium bergeri là một loài thực vật có hoa trong họ Santalaceae. Loài này được Zucc. miêu tả khoa học đầu tiên năm 1837.